# 大瑞線
大瑞線 (だいずいせん) とは中国雲南省大理ペー族自治州大理駅から保山市を経由してミャンマー国境に近い同省瑞麗市までを結ぶ鉄道路線。

## 概要
全長336.24kmの単線電化路線。大理駅にて広大線と接続する。
第1級路線に指定されており、設計最高速度は140km/h。現在、「大理～保山」間で部分開業済みである。
山岳地帯のため、この区間はトンネル・橋梁が全体の75%を占める。また、瑞麗からはミャンマーに至る国際線路の建設が構想されている。

## 歴史
2008年6月に先ず「大理～保山」間で工事を開始、次いで2015年12月1日に残る「保山～瑞麗」間でも着工。
2020年4月28日、先行工事区間（「大理～保山」間）内の「江頂寺～保山北」間にて掘削中の大柱山トンネル（延長14,500メートル）が貫通。このトンネルが掘削されたエリアにはメコン川上流にあたる瀾滄江（らんそうこう）の大断層と保山の褶曲（しゅうきょく）帯が交差するという複雑な地層が横たわり、そのため掘削工事に12年の年月を要したところから、中国メディアはこのトンネルを「掘削が最も困難な鉄道トンネル」と伝えている。
2022年3月28日、同じく先行工事区間内の「永平県～杉陽」間にて掘削中の杉陽トンネル（延長13,390メートル）が貫通。このトンネルの掘削エリアにも6つの大規模な断層破砕帯が横たわり、2008年の掘削開始以来、地滑りや泥噴出、出水などの掘削事故に700回以上遭遇、貫通に至るまで14年の年月を要している。このトンネルの貫通により、先行工事区間に於いて建設予定となっていたトンネル21本は全て貫通となった。
2022年7月22日、先行工事区間が開業。

## 運転本数
現地報道によると、「大理～保山」間開業当初の運転本数は、旅客列車7往復、貨物列車5往復。このうち旅客列車については、「昆明～保山」間を運行する列車が3往復、「大理～保山」間を運行する線内完結列車が4往復となっている。